# Tarsleds socken
Tarsleds socken i Västergötland ingick i Kullings härad och är sedan 1971 en del av Herrljunga kommun, från 2016 inom Herrljunga distrikt.
Socknens areal är 15,37 kvadratkilometer varav 15,34 land. År 1953 fanns här 556 invånare.  Sockenkyrka var Herrljunga kyrka delad med Herrljunga socken, sedan Tarsleds kyrka rivits 1863. En del av tätorten Herrljunga ligger i socknen.  

## Administrativ historik
Socknen har medeltida ursprung. 
Vid kommunreformen 1862 övergick socknens ansvar för de kyrkliga frågorna till Tarsleds församling och för de borgerliga frågorna bildades Tarsleds landskommun. Landskommunen uppgick 1952 i Herrljunga landskommun som 1953 ombildades till Herrljunga köping som 1971 ombildades till Herrljunga kommun. 1964 uppgick församlingen i Herrljunga församling.
1 januari 2016 inrättades distriktet Herrljunga, med samma omfattning som Herrljunga församling hade 1999/2000 och fick 1964, och vari detta sockenområde ingår.
Socknen har tillhört län, fögderier, tingslag och domsagor enligt vad som beskrivs i artikeln Kullings härad. De indelta soldaterna tillhörde Västgöta-Dals regemente, Kullings kompani.

## Geografi
Tarsleds socken ligger närmast sdöer och väster om Herrljunga kring Nossan. Socknen har odlingsbygd vid ån och skogsmark i söder som tidigare varit en del av Svältorna.

## Fornlämningar
Från bronsåldern finns gravrösenr. Från järnåldern finns fem gravfält,  där det vid Nycklabacken är känt. Tarsleds kyrka revs 1863.

## Befolkningsutveckling
Befolkningen ökade från 290 1810 till 555 1880 varefter den minskade till 478 1940. Därpå vände folkmängden uppåt till 614 1960 då statistiken upphör eftersom Tarsleds församling uppgick i Eggvena församling 1964.

## Namnet
Namnet skrevs 1393 Tarslef och kommer från en gård vid den tidigare kyrkan. Efterleden innehåller löv, 'arvegods'. Förleden har oklar tolkning.